# Caro (Michigan)
Caro ist eine Stadt im Bundesstaat Michigan, Vereinigte Staaten und County Seat des Tuscola County. Sie liegt am Cass River. 2010 zählte man 4.229 Einwohner.